# Actinella effugiens
Actinella effugiens là một loài ốc đất liền hô hấp trên cạn, là động vật thân mềm chân bụng có phổi sống trên cạn thuộc họ Hygromiidae,the hariy snails and their allies.
Nó là loài đặc hữu của Bồ Đào Nha. Chúng hiện đang bị đe dọa vì mất môi trường sống.